# Mere Boynton
Mere Tokorahi Boynton es una cantante, productora, actriz y bailarina neozelandesa. Es conocida por su papel de Mavis en la película Once Were Warriors.

## Primeros años y educación
Boynton se identifica con Te Aitanga a Mahaki, Ngāti Oneone y Ngāi Tūhoe iwi. Creció en Te Tairāwhiti.
Boynton se formó en canto en el Conservatorio de Música de Wellington.

## Trabajos
Boynton interpretó a Mavis en la película Once Were Warriors.
Boynton cantó Te Papa de Gareth Farr, para la inauguración del Museo de Nueva Zelanda Te Papa Tongarewa. Realizó una gira por Nueva Zelanda en la ópera de danza Jerusalem de Michael Parmenter y estuvo en una versión te reo maorí de El mercader de Venecia, Te Tangata Whairawa o Weneti.
En 2019, Boynton apareció en el estreno del programa Witi's Wahine de Witi Ihimaera en el Festival de Artes de Tairawhiti.
Boynton fue nombrada directora Ngā Toi Māori del organizador de eventos de Nueva Zelanda Tāwhiri en septiembre de 2020. Tāwhiri organiza el Festival de las Artes de Nueva Zelanda, el Festival de Jazz de Wellington y el Lexus Song Quest.
En julio de 2021, Boynton fue solista en el estreno de Matariki, compuesta por Gareth Farr y para la que Boynton y Ariana Tikao escribieron la letra. Matariki fue realizado por la NZSO en Auckland y Wellington, y fue dirigido por Gemma New.